# Проклятый охотник
«Про́клятый охотник» (фр. Le Chasseur maudit) — симфоническая поэма Сезара Франка, завершённая композитором 31 октября 1882 года. Примерная продолжительность звучания 15 минут.

## Характеристика музыки
От страха воя, мчится он,
Самою смертью прочь гоним,
И вкривь и вкось, в угон, вдогон
Весь ад несётся вслед за ним:
По воздуху — в часы ночные,
Подземной тьмой — в часы дневные.
Сюжетную основу произведения составляет баллада Готфрида Августа Бюргера «Дикий охотник» (1786), герой которой, граф Рейнский, воскресным утром отправляется на охоту вместо церковной службы и, вопреки предостережениям ангела и следуя наущению дьявола, уничтожает посевы и мирные стада на своём пути: в конце концов его настигает божий гнев, обрекающий охотника на вечную скачку вплоть до Страшного суда. Франк предварил первое издание партитуры кратким изложением сюжета баллады.
Музыкальный сюжет Франка следует Бюргеру только в общих чертах. Пьеса начинается призывающими на охоту фанфарами валторн в ля мажоре (Andantino quasi allegretto), с которыми контрастирует умиротворённая побочная партия виолончелей, изображающая начинающуюся церковную службу; после драматической конкуренции этих двух тем начинается собственно сцена охоты (Poco più animato), для которой характерны «резкие нагнетания и спады звучности, яркие динамические акценты и обострённая ритмическая пульсация»; в следующей сцене (Molto lento) охотник оказывается в одиночестве в фантастическом лесу, где его и настигает проклятие, — этот раздел отличается особенной изощрённостью гармонических и мелодических фигураций; наконец, в финальном разделе (Allegro molto secco — Poco più allegro — Quasi presto) изображается всё ускоряющаяся вечная скачка про́клятого охотника.
«Проклятого охотника» сопоставляют с некоторыми симфоническими поэмами Ференца Листа, также имеющими выраженный сюжет, с увертюрой Рихарда Вагнера к «Летучему голландцу», также рассказывающей о судьбе преданного проклятию героя, и с эпизодами из оперы Карла Марии Вебера «Вольный стрелок», происходящими в зачарованном лесу. «Очень темпераментной, хотя несколько грубовато нарисованной картиной» назвал поэму Франка Язеп Витолс.

## Премьера
Первое исполнение «Проклятого охотника» состоялось 31 марта 1883 года в парижском концертном зале Эрар, дирижировал Эдуар Колонн.